# Doubagoudo
Doubagoudo est une localité du Cameroun située dans l'arrondissement de Meri, le département du Diamaré et la région de l’Extrême-Nord. Elle fait partie du canton de Tchéré.

## Population
En 1974, on distinguait deux villages : Doubagoudo Guiziga qui comptait 55 habitants et Doubagoudo Moufou qui en comptait 57.
Lors du recensement de 2005, on y a dénombré (ensemble) 309 personnes.